# Rivière York (Madawaska)
La rivière York est une rivière du comté de Renfrew, du comté de Hastings et du comté de Haliburton en Ontario, au Canada. La rivière se trouve dans le bassin hydrographique de la rivière des Outaouais et s'écoule du prolongement sud du parc provincial Algonquin jusqu'à la rivière Madawaska.

## Cours
La rivière prend sa source dans le prolongement sud du parc provincial Algonquin au lac Yorkend, dans le canton géographique de Clyde, dans la municipalité de Dysart et al, dans le comté de Haliburton. Il s'écoule vers l'ouest hors du parc à travers les cantons géographiques d'Eyre et de Harburn, puis revient en boucle vers l'est dans la partie la plus au sud du parc dans le canton géographique de Bruton. Il prend dans l'affluent gauche de la rivière York Nord (en) juste avant le lac Branch (en), tourne vers le sud-est, passe au-dessus des chutes High et sort du parc dans le lac Benoir. Il continue vers l'est dans le lac Baptiste où il entre dans le canton géographique de Herschel dans la municipalité de Hastings Highlands (en), dans le comté de Hastings. La rivière quitte le lac au sud à la pointe sud-est du lac, contrôlée par le barrage du lac Baptiste exploité par le ministère des Richesses naturelles de entre dans la ville de Bancroft et passe au-dessus de la centrale électrique et de la centrale électrique de Bancroft et du barrage. La rivière est traversée par l' Ontario Highway 28 et l' Ontario Highway 62 dans le centre-ville, puis tourne vers l'est et le nord-est. Il est de nouveau traversé par l'Ontario Highway 28, passe au-dessus de Egan Chute et de Fram Chute au parc provincial Egan Chutes et rentre brièvement dans les Hastings Highlands dans le canton géographique de Monteagle. Les rivières continuent vers le nord-est dans le canton géographique de Carlow dans la municipalité de Carlow/Mayo (en), passent au-dessus des rapides Conroy et pénètrent dans le marais Conroy (en), plan d'eau de 24 km2 de terres humides d'importance provinciale. Au fur et à mesure que la rivière traverse le marais, elle passe d'abord dans la municipalité de Brudenell, Lyndoch et Raglan, dans le comté de Renfrew, puis dans l'affluent droit de la petite rivière Mississippi . La rivière atteint ensuite son embouchure en tant qu'affluent droit de la rivière Madawaska dans le canton géographique de Radcliffe dans la municipalité de Madawaska-Valley (en), près de la communauté de Mayhews Landing. La rivière Madawska coule via la rivière des Outaouais jusqu'au fleuve Saint-Laurent.

## Histoire
Dans la seconde moitié du xixe siècle, la rivière était utilisée pour transporter des grumes hors des forêts entourant son bassin versant. Maintenant, certaines parties de cette rivière ont été transformées en parc provincial de voies navigables ainsi qu'en réserve naturelle provinciale (à Egan Chute).

## Histoire naturelle
La rivière alterne entre des portions à débit rapide dans des gorges aux parois escarpées et un mouvement plus lent à travers des plaines de sable post-glaciaires. Dans ceux-ci se trouvent des changements dans le cours de la rivière qui ont créé des bras mort qui sont maintenant des étangs et des zones humides.

## Dans la culture populaire
L'artiste du Groupe des Sept , AJ Casson, a peint un certain nombre de scènes de cette région, dont une intitulée « Conroy Marsh » et plusieurs le long de la rivière York elle-même.

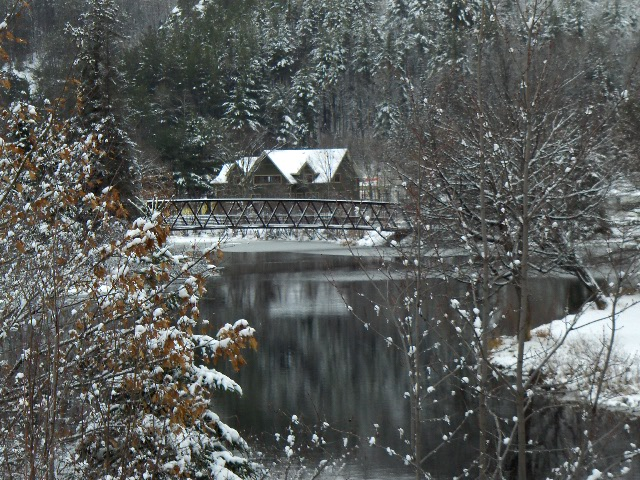
Passerelle en fer sur la rivière York, dans la ville de Bancroft

## Chutes
- Chute d'Egan
- Chute de la ferme
- High Falls, lac Baptiste (un peu moins dramatique en raison du barrage High Falls qui régule le niveau d'eau du lac Baptiste)
- Hautes Chutes, Lac Benoir

## Affluents
- Petite rivière Mississippi (droite)
- Ruisseau Papineau (gauche)
- Ruisseau Alder (gauche)
- Ruisseau à la truite saumonée (gauche)
- Ruisseau Mallard (droite)
- Ruisseau Bresnahan (gauche)
- Ruisseau Bentley (gauche)
- Ruisseau de l'Amable (droite)
- Clark Creek (droite)
- Ruisseau Faraday (droite)
- Lac Baptiste
  - Ruisseau McGarry (gauche)
  - Hound Creek (gauche)
  - Ruisseau Hudson (droite)
  - Ruisseau Hamilton (gauche)
  - Lighthouse Creek (gauche)
  - Ruisseau Chainy (gauche)
- Elephant Creek (droite)
- Lac Benoir
  - Allen Creek (droite)
  - Ruisseau Fourcorner (droite)
  - Ruisseau Kingscote (droite)
- Mink Creek (gauche)
- Rivière North York (gauche)
- Clyde Creek (gauche)